# Kościół św. Klemensa w Głogowie
Kościół pw. św. Klemensa Hofbauera w Głogowie położony przy ul. Sikorskiego 23, tamtejsza parafia należy do dekanatu Głogów – NMP Królowej Polski w diecezji zielonogórsko-gorzowskiej.

## Historia
W 1924 roku do Głogowa przybyli redemptoryści. Po dwóch latach działalności zakonników, w 1926 r., kardynał Bertram zadecydował, by w południowo-zachodniej dzielnicy miasta ulokować dla nich obiekt. Rok później podpisano umowę o zakupie działki wielkości 1,29 ha przy Herrndorfer Strasse 10. W maju 1928 r. rozpoczęto realizację prostego, funkcjonalnego projektu, który dobrze wpisywał się w rozbudowującą się część miasta. 10 czerwca 1928 położono kamień węgielny. Projekt zrealizowano zgodnie z planem, już w grudniu 1928 roku świątynię poświęcił kardynał Bertram.
Niestety w czasie wojny, a dokładnie 17 marca 1945 r., kościół został spalony. Ocalała jedynie kaplica Matki Boskiej Nieustającej Pomocy oraz portal świątyni. Jeszcze tego samego roku rozpoczęto odbudowę kościoła, która trwała do roku 1950. Wtedy też kościół św. Klemensa stał się kościołem parafialnym.
W latach 1969–1973 odbyła się gruntowna przebudowa świątyni oraz ołtarzy, natomiast w roku 2001 dokonano remontu i modernizacji zakrystii, a następnie renowacji prezbiterium. W 2001 r. podczas pasterki, prezbiterium zostało oddane do użytku.

## Architektura i wyposażenie
Kościół św. Klemensa jest skierowany stroną prezbiterialną na południe, strona ewangelii wyznacza kierunek wschodni. Od północy posiada dwie wieże z prostymi krzyżami, przekryte czterospadowo. Wejście stanowią podwójne drzwi, nad nimi pośrodku stoi figura św. Klemensa. Kościół w układzie halowym, trzynawowy.
Nawa główna zwieńczona półkolistą apsydą, przekryta dwuspadowym dachem. W prezbiterium krzyż z figurami Matki Bożej i św. Jana, a także, po bokach prezbiterium, figury aniołów. Nad wejściem do zakrystii obraz z wizerunkiem św. Klemensa. Na łuku tęczowym herb redemptorystów. Nawy boczne niesymetryczne, niższe od nawy środkowej. Nawa wschodnia z ołtarzem Bożego Miłosierdzia, gdzie odbywa się całodzienna adoracja Najświętszego Sakramentu. Nawa zachodnia z ołtarzem Matki Boskiej Nieustającej Pomocy.
Dwa rzędy po 4 kolumny. Okna świątyni duże. Witraże wykonane z kolorowych kamieni. Zakrystia dobudowana jest do nawy zachodniej. Obrazy drogi krzyżowej znajdujące się w nawach bocznych pochodzą z 1957 roku. W kaplicy Matki Boskiej Nieustającej Pomocy, która ocalała po pożarze umieszczono figurę Matki Bożej Fatimskiej, a także wydzielono dwa pomieszczenia dla spowiedników. Nad wejściem do świątyni chór, organy. Przed kościołem znajduje się krzyż misyjny.
Na przestrzeni lat wystrój kościoła się zmieniał. Niektóre elementy zostały usunięte (jak np. ambona na granicy nawy wschodniej i głównej), zmienione (np. strop kasetonowy; dwa chóry jeden na drugim) czy dodane (np. malowidła przedstawiające świętych i błogosławionych redemptorystów).

## Galeria

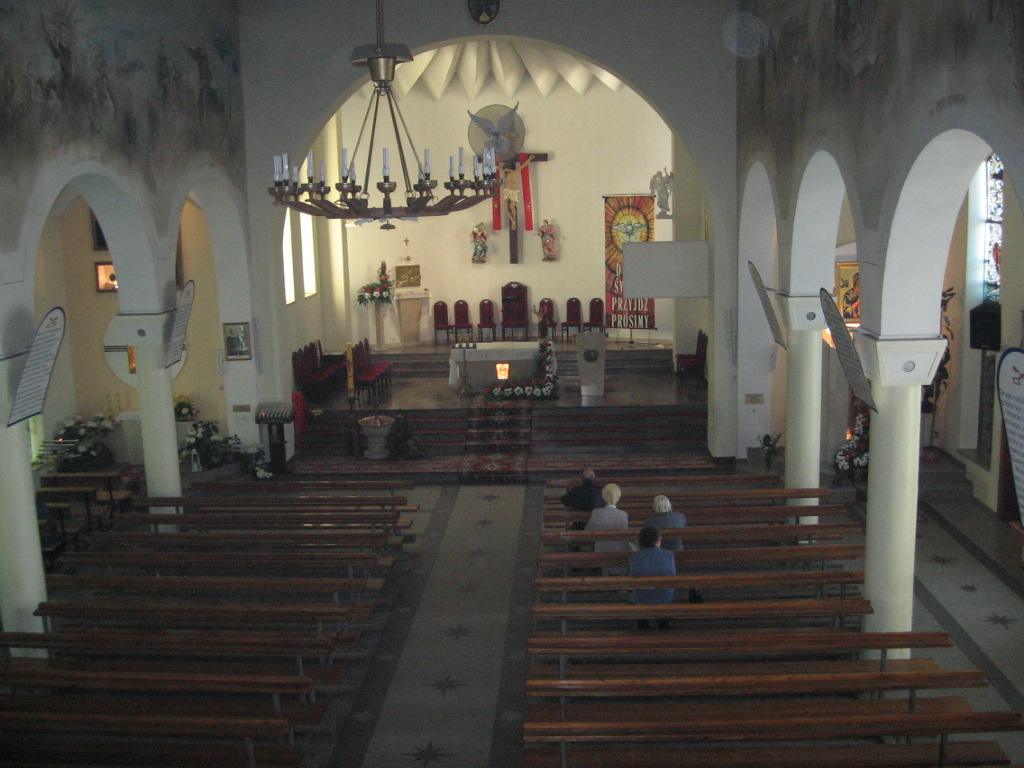
Wnętrze, widok z chóru
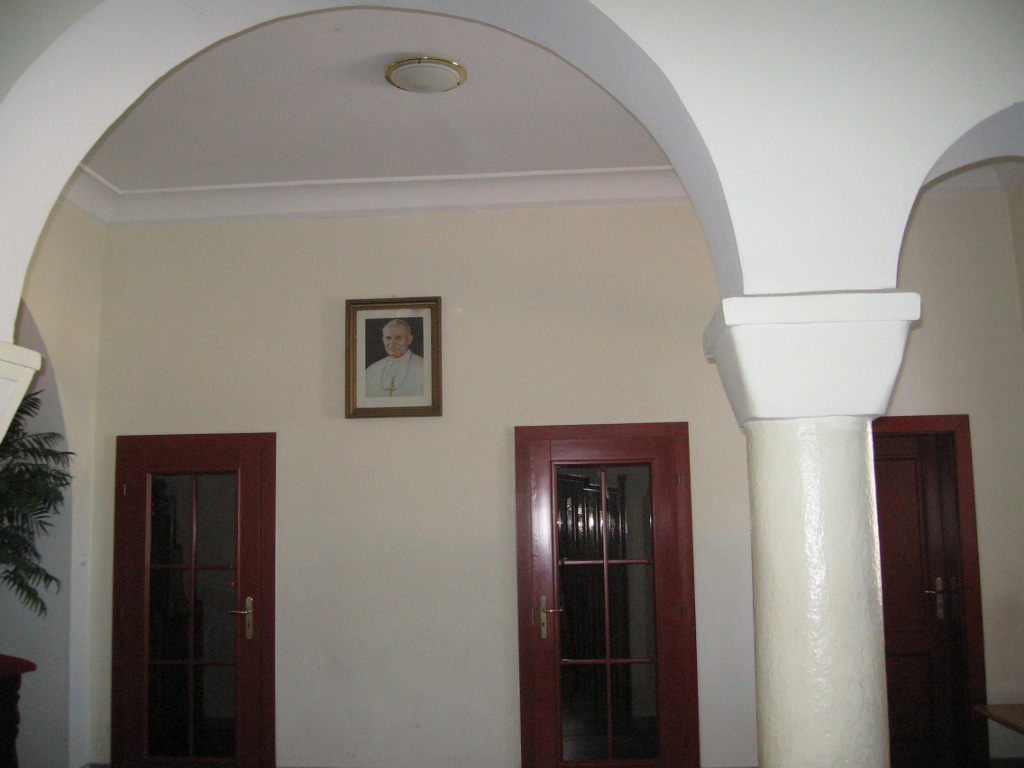
Ocalała kaplica MBNP, pomieszczenia dla spowiedników
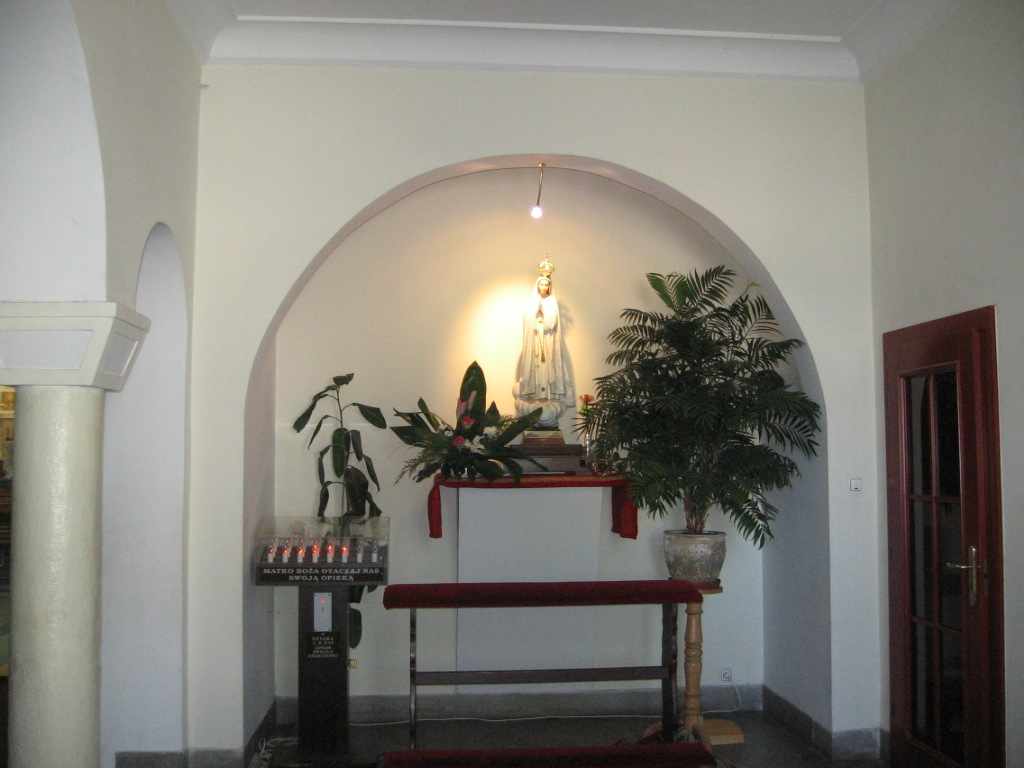
Ocalała kaplica MBNP, figura Matki Bożej Fatimskiej
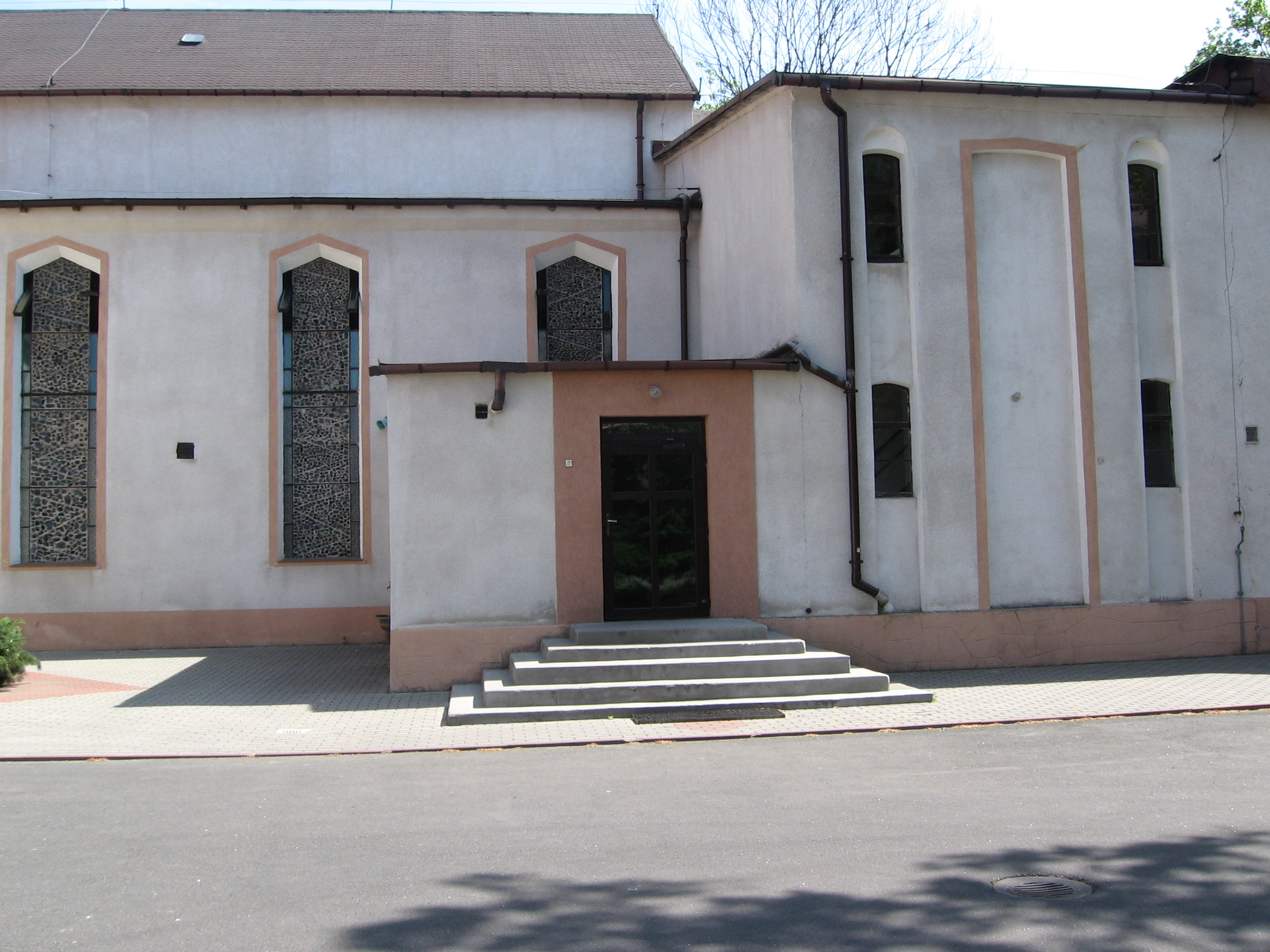
Wejście do kościoła od strony zachodniej
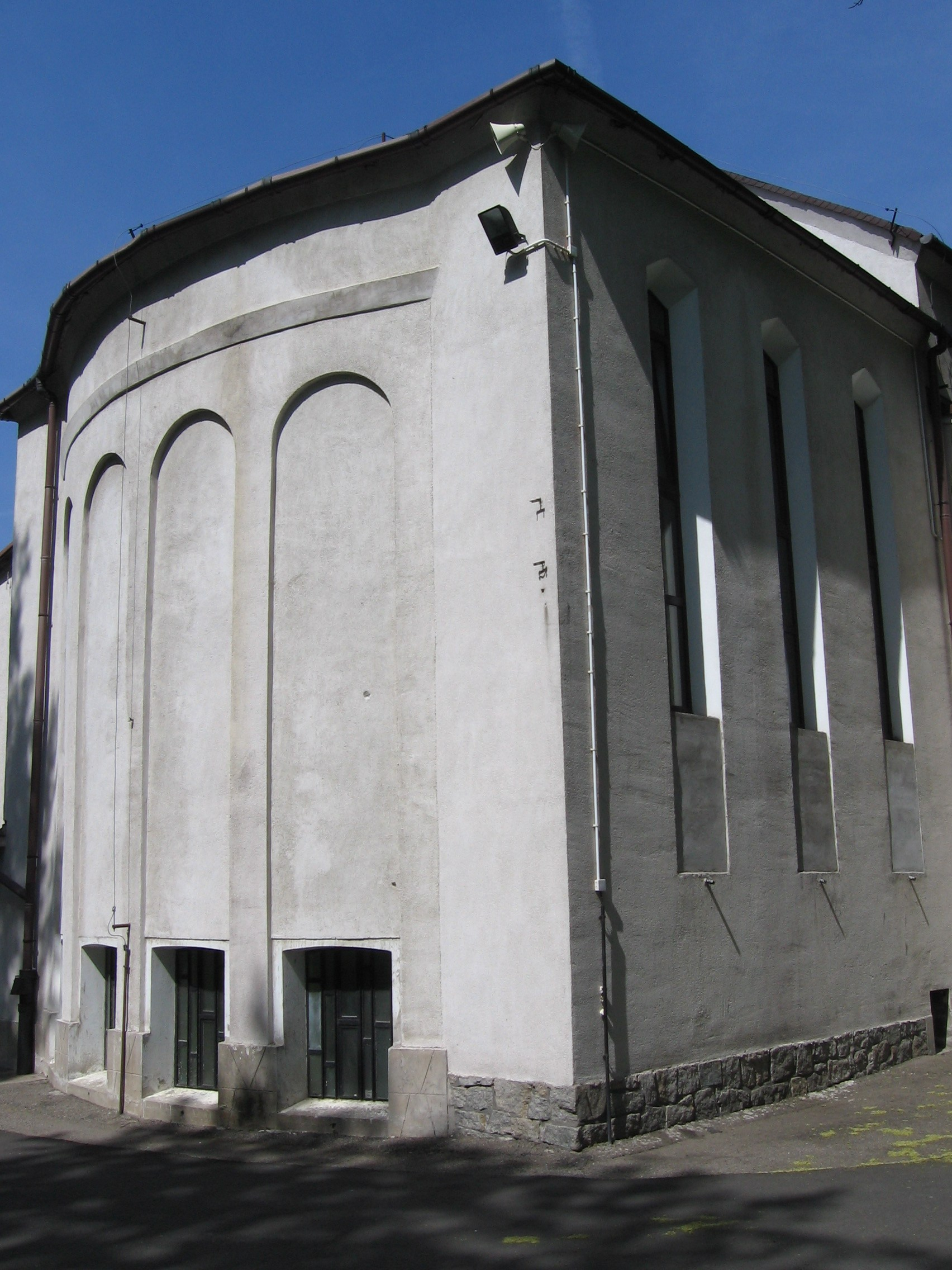
Półkolista apsyda
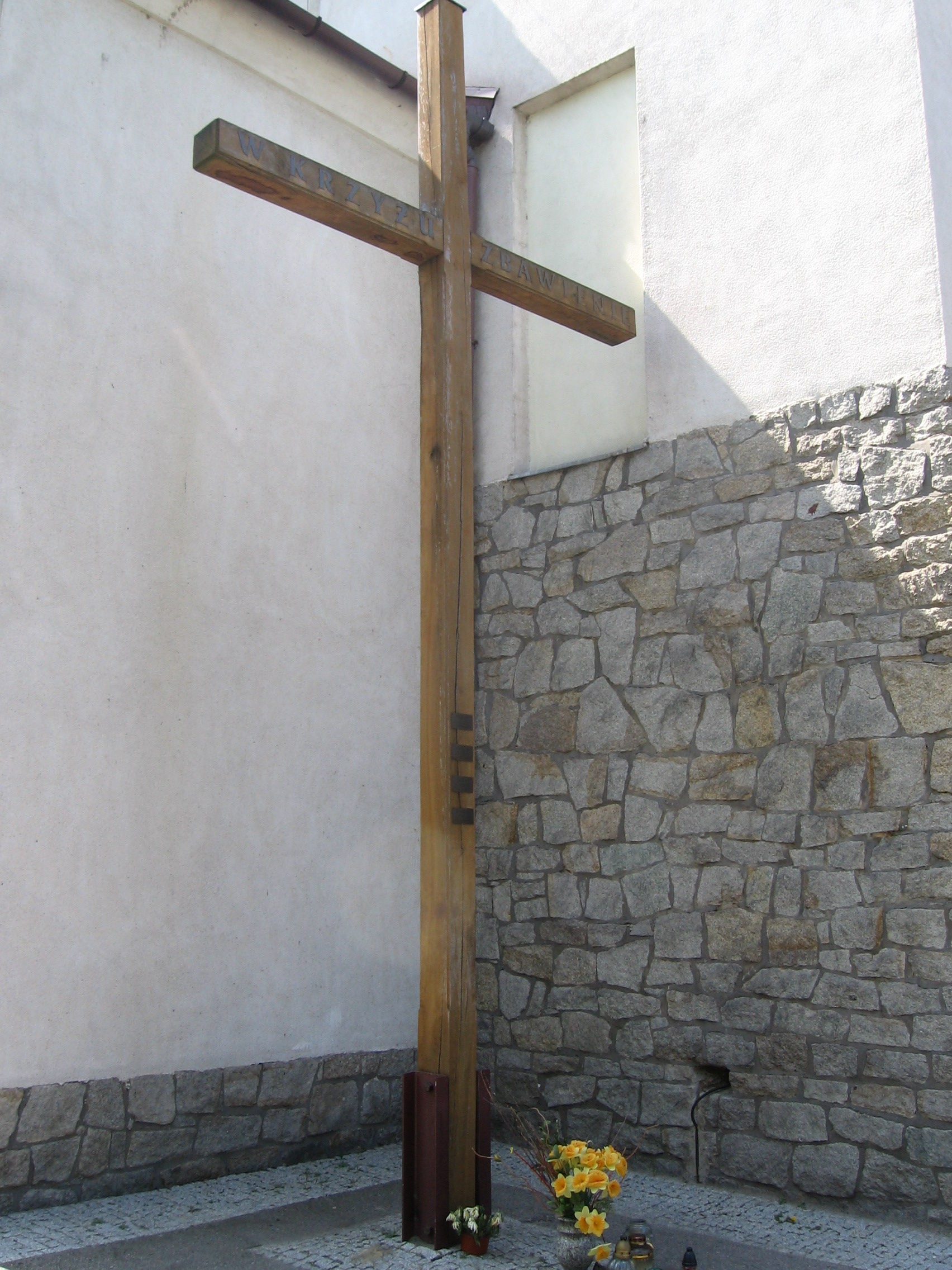
Krzyż misyjny
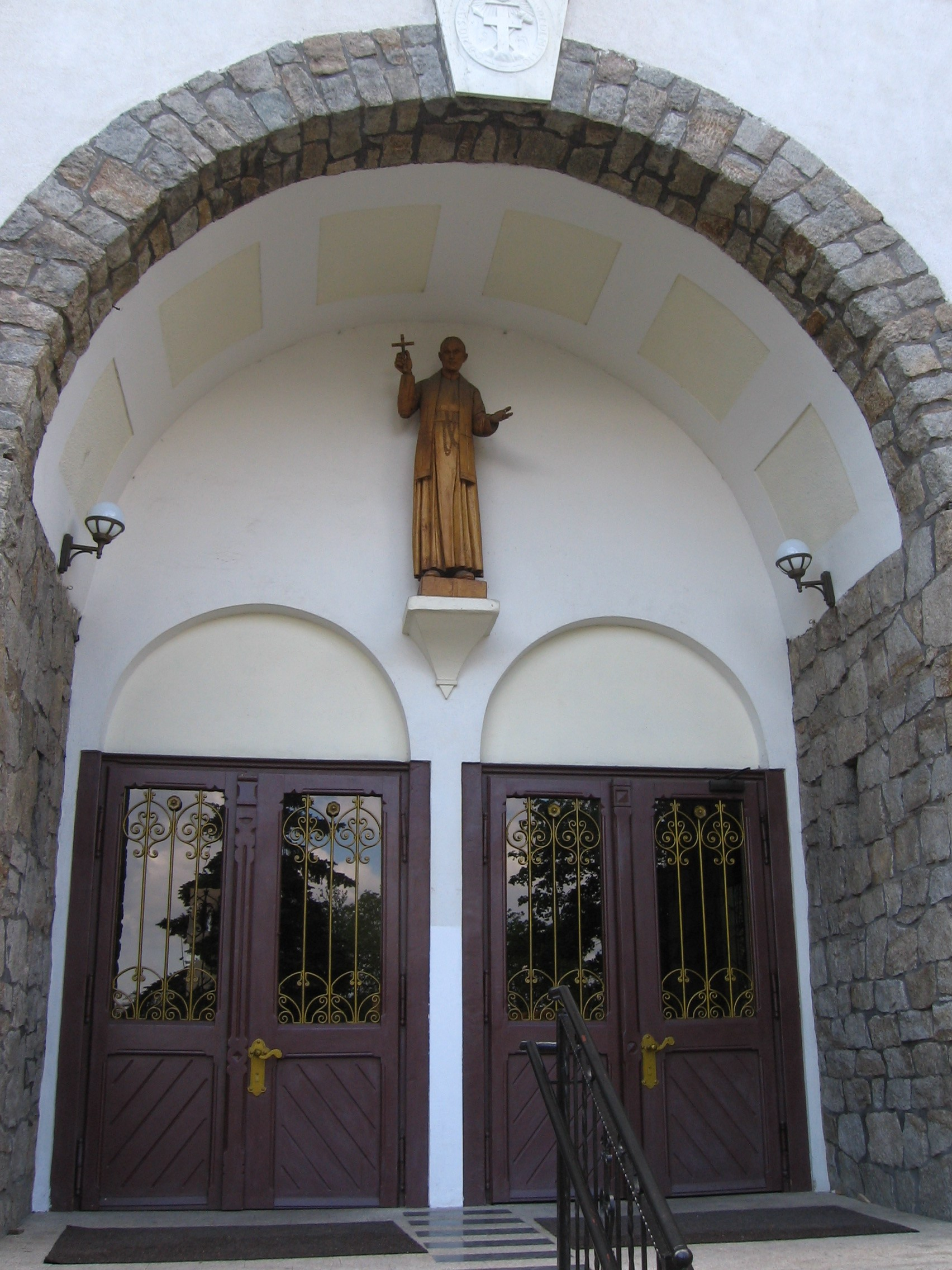
Podwójne drzwi z figurą św. Klemensa
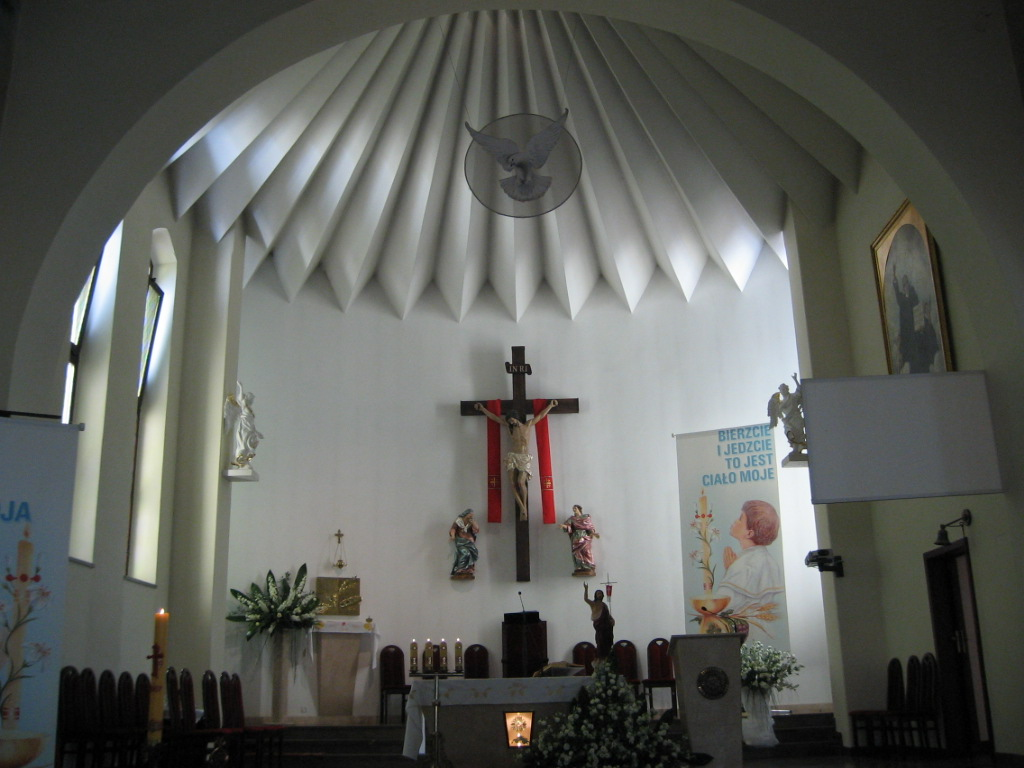
Prezbiterium
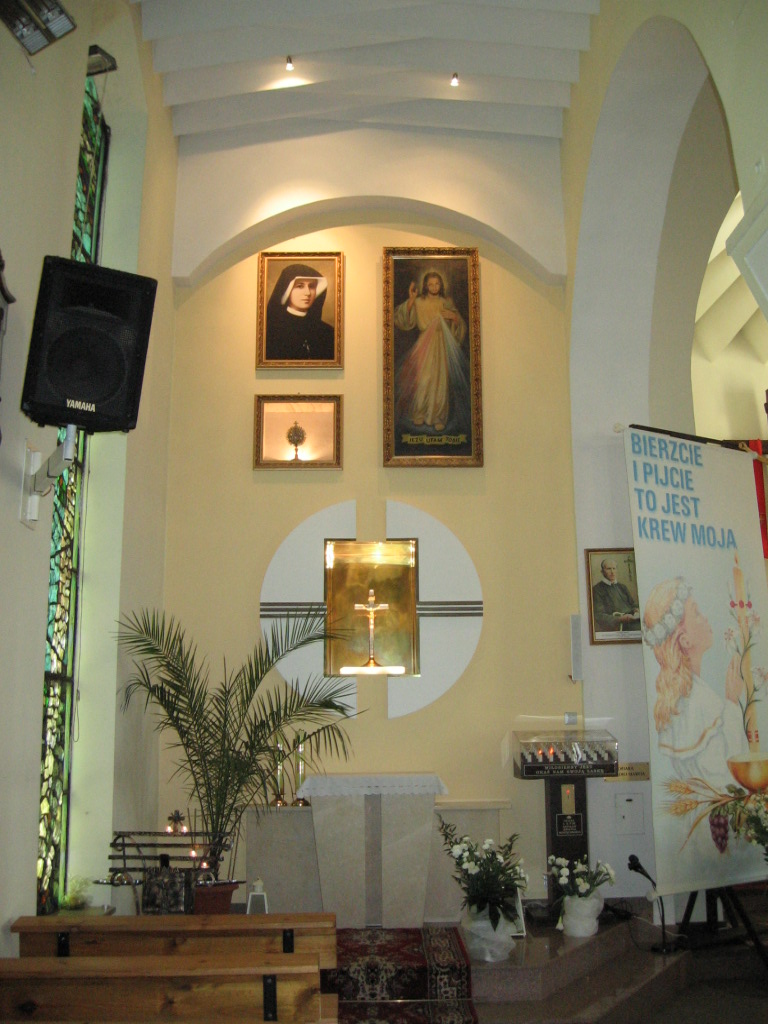
Ołtarz Bożego Miłosierdzia
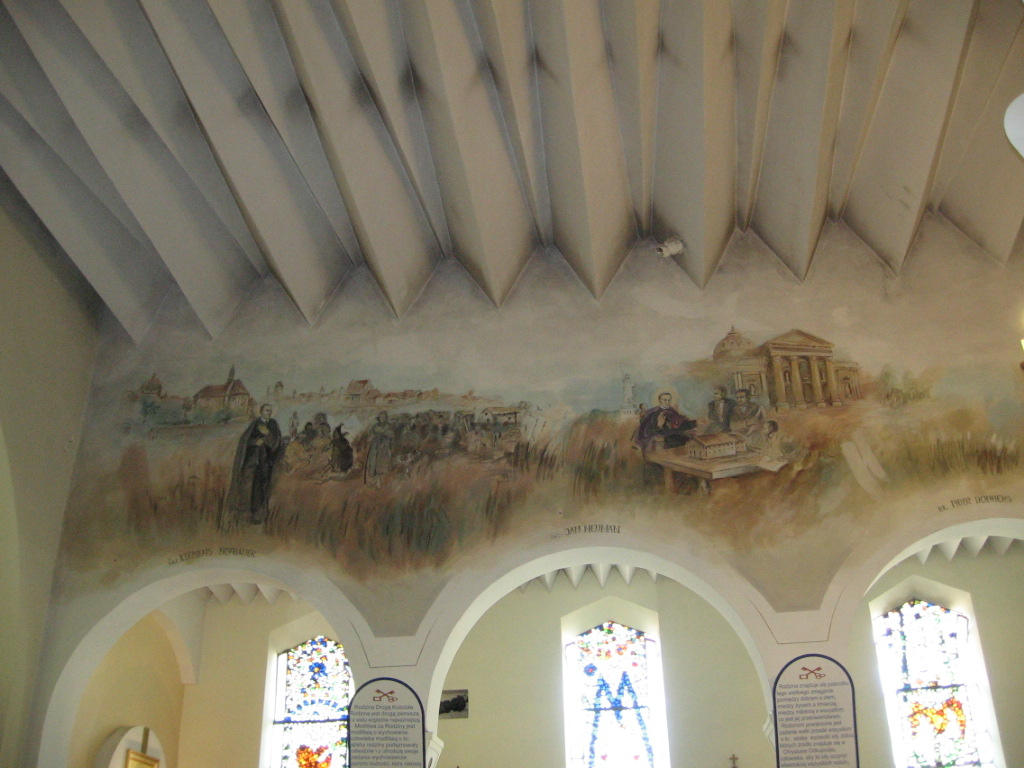
Malowidła
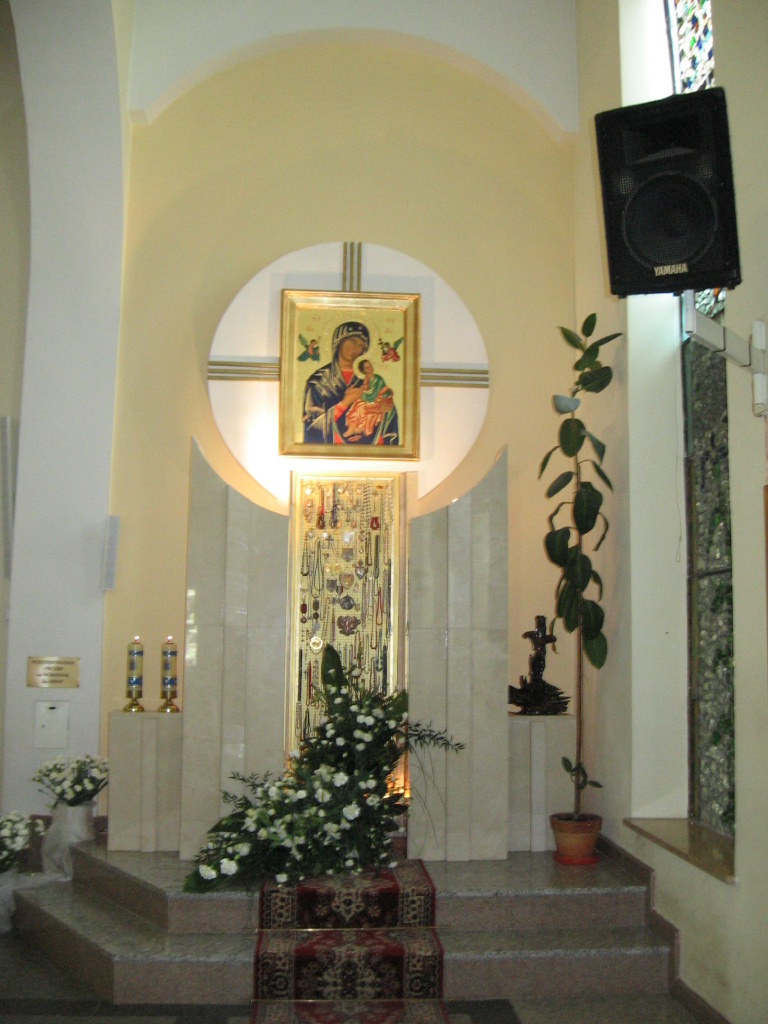
Ołtarz Matki Boskiej Nieustającej Pomocy
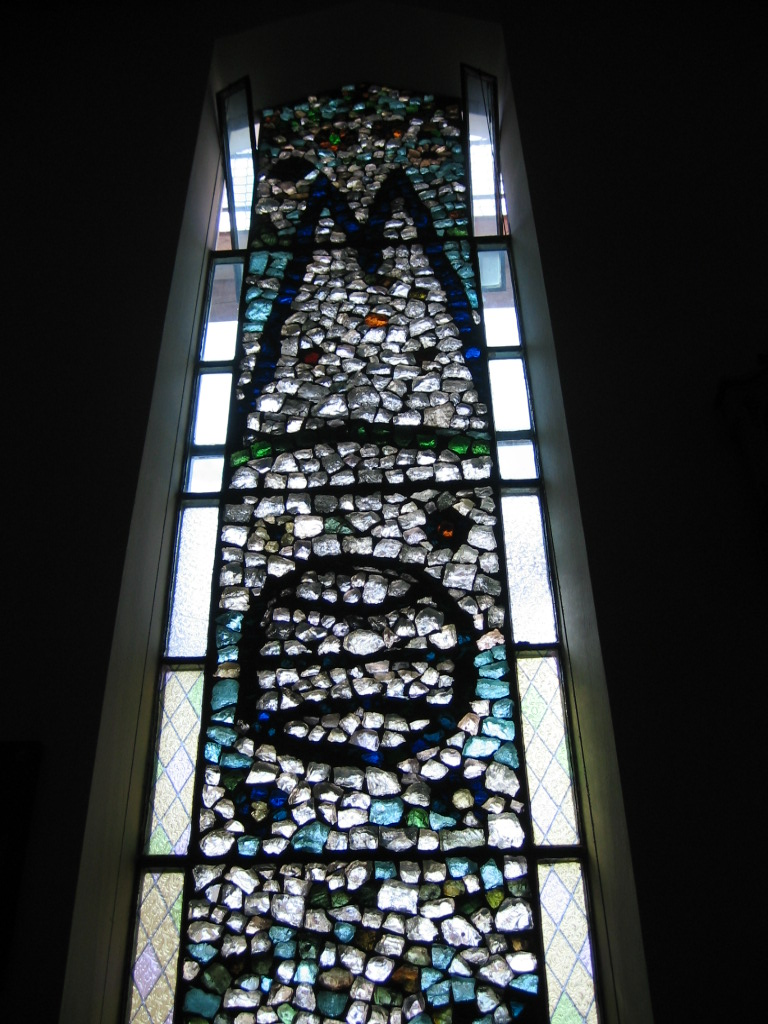
Witraż
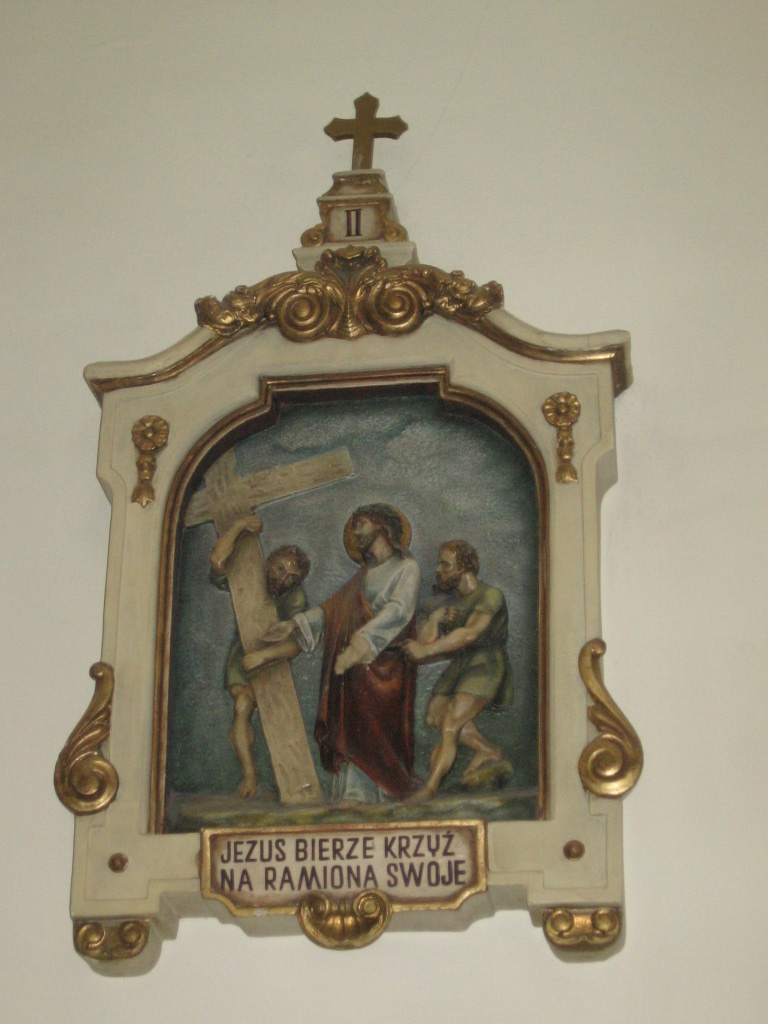
Jeden z obrazów drogi krzyżowej